# جون دبليو. اولسن
جون دبليو. اولسن (بالإنجليزية: John W. Olsen)‏ هو مستكشف أمريكي، ولد في 1955.